# 2001年印巴對峙
2001–2002年印巴邊境對峙是印度和巴基斯坦之间的军事对峙。导致军队在边界两侧和克什米尔地区的控制线(LoC)沿线集结。这是继1998年两国成功引爆核装置之后，印度和巴基斯坦之间的第二次重大军事对峙，第一次是1999年的卡吉尔战争。军事集结是印度对2001年12月13日新德里印度议会和2001年10月1日查谟和克什米尔立法议会遭到恐怖袭击的回应发起的。在那次袭击中，包括袭击大楼的5名恐怖分子在内的12人丧生。印度声称，袭击是由两个以巴基斯坦为基地的恐怖组织实施的，他们在查謨和克什米爾幫助虔诚军作战，印度表示这两个恐怖组织都得到了巴基斯坦三军情报局的支持，巴基斯坦否認這一說法。這次對峙於2002年6月10日結束